# Alexander Mackenzie (ontdekkingsreiziger)

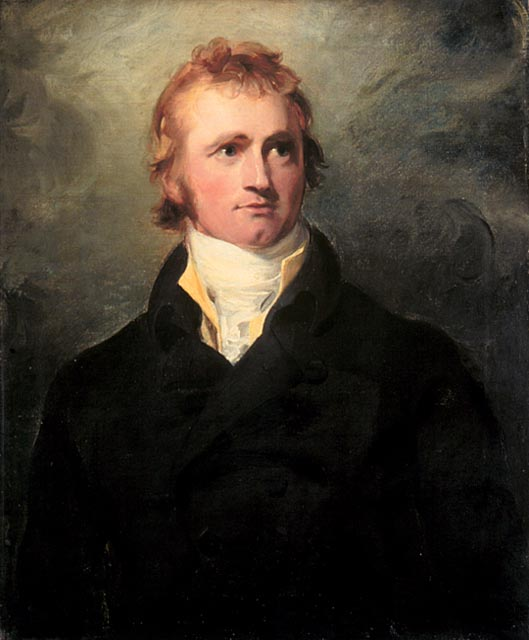
Alexander Mackenzie
(1800), Thomas Lawrence, National Gallery of Canada

Alexander Mackenzie (Stornoway, 1764 - Dunkeld, 12 maart 1820) was een Schots bonthandelaar en ontdekkingsreiziger in westelijk Canada, wat toen in feite Brits Noord-Amerikaans gebied was.

## Leven en werk
Mackenzie werd geboren in Stornoway, op het Schotse eiland Lewis, maar in 1774 verhuisde hij met zijn familie naar New York. In 1779 verhuisde hij opnieuw, naar Canada, en trad in dienst van een bonthandelsfirma, waarvoor hij lange reizen door de wildernis van Canada maakte.
In 1789 maakte Mackenzie in dienst van de Northwest Company, een verbond van Canadese bonthandelaren waarin zijn firma was opgegaan, een ontdekkingsreis waarmee hij hoopte een route naar de Grote Oceaan te vinden. Hij voer de rivier de Slave af tot aan Great Slave Lake, stak het meer over en peddelde de uitstromende rivier af tot aan zijn monding. Tot zijn teleurstelling bleek de rivier uit te komen in de Noordelijke IJszee en niet in de Grote Oceaan, en hij noemde ze daarom 'River of Disappointment'. Tegenwoordig staat de rivier bekend als de Mackenzie.

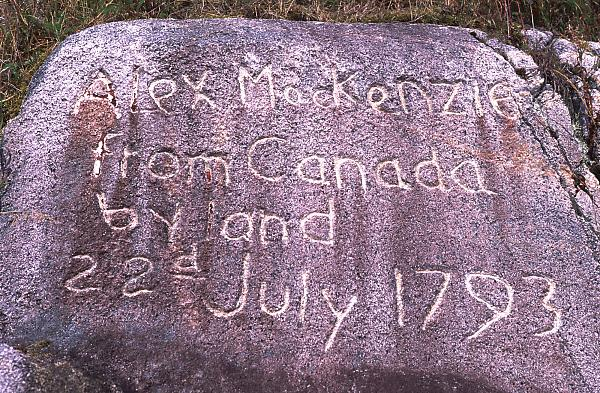
Alex MacKenzie from Canada by land. Mackenzie kerfde dit in een rots aan de kust van de Grote Oceaan. De afbeelding is een reconstructie ter plaatse uit 1920.

In 1792 vertrok Mackenzie voor een tweede poging de Grote Oceaan te bereiken. Vanaf het Athabascameer reisde hij de Peace stroomopwaarts tot aan de samenstroming met de rivier de Smoky, waar hij overwinterde. Het volgende jaar voer hij de Peace en de Parsnip op en stak de Rocky Mountains over naar de Fraser. Hij volgde de Fraser tot het huidige stadje Quesnel, stak van daaruit westwaarts de bergen over naar de Dean River, die hij afvoer tot aan de zee.
Op 20 juli 1793 bereikte Mackenzie de kust en was daarmee de eerste Europeaan die het Amerikaanse continent had overgestoken ten noorden van Mexico. Ruim een maand later was hij, langs grotendeels dezelfde route, weer terug in Fort Chipewyan bij het Athabascameer.
Hij reisde later nog enkele malen tussen Groot-Brittannië en Canada heen en weer tot hij zich in 1812 definitief in Schotland vestigde. Mackenzie overleed op 12 maart 1820, mogelijk aan de ziekte van Bright.

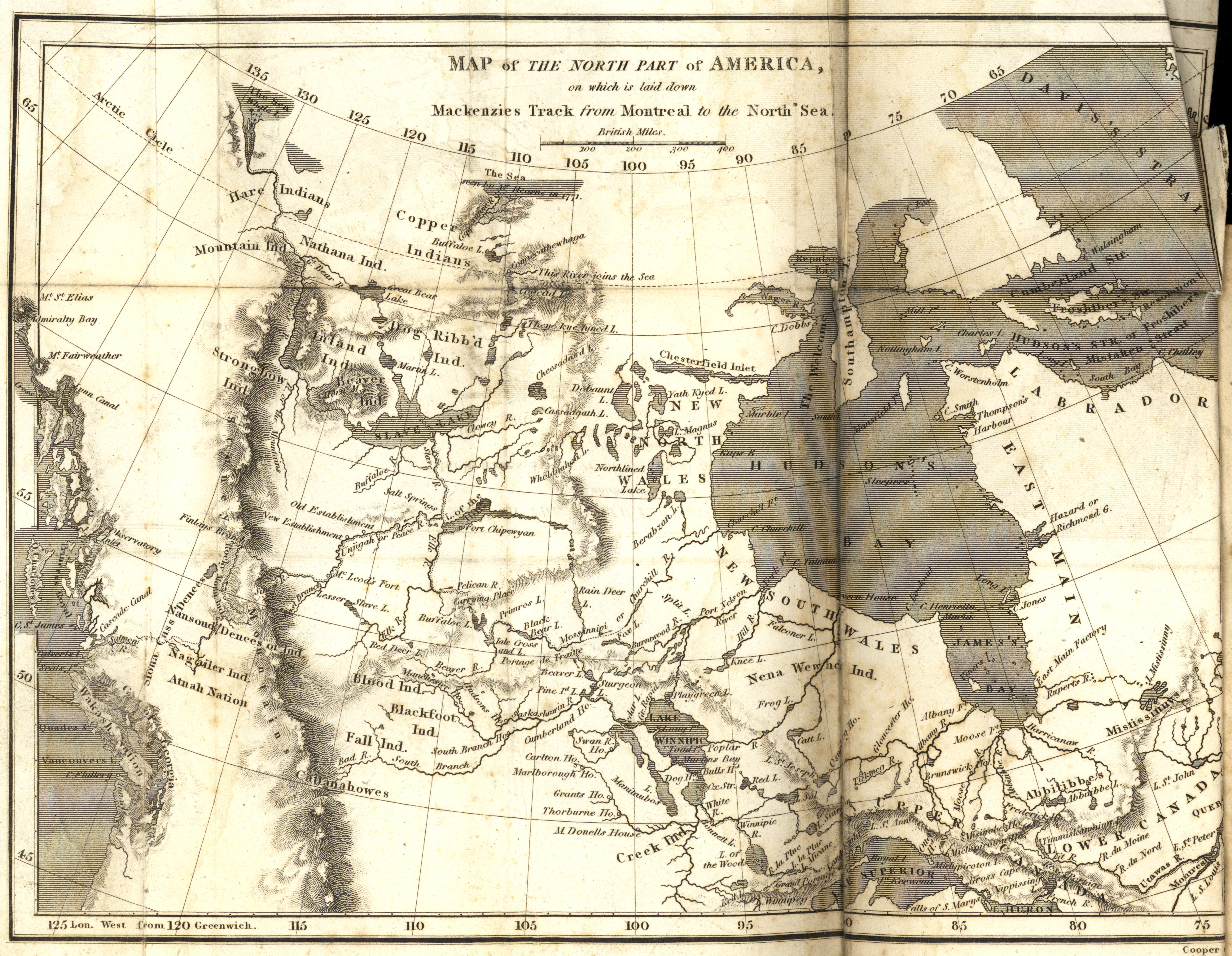
Kaart van Canada door Alexander Mackenzie (1809) waarin zijn reizen worden getoond